# Fiscalía Nacional Económica de Chile
La Fiscalía Nacional Económica (FNE) es un servicio público chileno, encargado de velar por el respeto a la libre competencia. Está a cargo del Fiscal Nacional Económico, cargo de exclusiva confianza del Presidente de la República, y que actúa independientemente de cualquier autoridad o tribunal. La fiscalía tiene su sede en Santiago y como autoridad de competencia, su jurisdicción es a nivel nacional.
El marco legal del derecho de la competencia en Chile se encuentra regulado por la Ley de Defensa de la Competencia (DL 211), la cual establece que la FNE es un servicio público descentralizado, con personalidad jurídica y patrimonio propio, independiente de todo organismo o servicio. Se encuentra sometida a la supervigilancia del Presidente de la República a través del Ministerio de Economía, Fomento y Turismo.

## Historia

### Antecedentes
El sistema de libre competencia chileno tiene su inicio en el año 1959, cuando el gobierno de Jorge Alessandri, preocupado por la hiperinflación de precios, trajo al país a un grupo de expertos estadounidenses para mejorar ciertos aspectos que afectaban a la economía. La llamada Misión Klein-Saks tenía entre sus propuestas la necesidad de velar por la libre competencia. 
En 1959 se establecen por primera vez mecanismos de fomento a la libre competencia, a través de la Ley N° 13.305, que en su artículo V estableció las “Normas para fomentar la libre competencia industrial y comercial”. Este cuerpo legal, que también creó la figura de la Comisión Antimonopolios, que sería apoyado en su función por una Fiscalía, creada posteriormente En los primeros años, la comisión —integrada por un miembro de la Corte Suprema y los superintendentes de Bancos y de Valores y Seguros— atendió muchas consultas de empresas, principalmente, sobre acuerdos de precios. 
Un personaje clave en esta historia fue el abogado Waldo Ortúzar, quien en 1963 se convirtió en el primer fiscal nacional económico, y que continuó su gestión por alrededor de 27 años.[cita requerida]
El modelo cobró impulso nuevamente tras el golpe de Estado de septiembre de 1973, cuando las nuevas autoridades económicas vieron que junto con la liberalización de precios debía fortalecerse la prohibición a los carteles. Supuestamente Waldo Ortúzar, junto a su esposa, Olga Feliú, y el abogado Óscar Aitken fueron quienes redactaron en poco más de una semana el Decreto Ley N°211, que establece normas de defensa de la libre competencia, y que sigue siendo vigente en la actualidad, aunque fuertemente modificado y refundido en el Decreto con Fuerza de Ley N.º 1 de 2005.

### Fiscalía Nacional Económica
Entre sus modificaciones más importantes están las introducidas por el Decreto Ley N.º 2.760 de 1979, que sustituyó la antigua Fiscalía por la Fiscalía Nacional Económica, y el Fiscal, que hasta entonces era nombrado por la Comisión Antimonopolios, pasó a ser de confianza del Presidente, lo que se mantuvo hasta 2009; y la Ley N° 19.911 de 2003, que crea el Tribunal de Defensa de la Libre Competencia, en reemplazo de las Comisiones Preventivas y a la Comisión Resolutiva.
A partir de 2010, la elección del fiscal nacional se realiza a través del sistema de Alta Dirección Pública, y éste sólo puede ser removido por causales determinadas y con el consentimiento del Presidente de la República y el pleno de la Corte Suprema. En la última modificación realizada al DL 211, se introdujo en Chile el procedimiento de delación compensada y se otorgó a la Fiscalía facultades intrusivas para indagar casos de colusión. Mecanismos como la interceptación de llamadas telefónicas y los allanamientos han sido utilizados durante la gestión de Irarrázabal para pesquisar carteles.
Las acciones de la Fiscalía abarcan el sector privado y público y abordan una gama amplia de mercados. Algunas de las compañías que han enfrentado casos de libre competencia son Farmacias Ahumada, Cruz Verde, Salcobrand, CCU, Coca Cola, Embotelladora Andina, Unilever, Tur Bus, Pullman Bus, Agrosuper, Ariztía, Transbank, Claro, Movistar, Entel, VTR, Falabella, Paris, Cencosud, SMU y los canales de televisión locales, entre otras. Al mismo tiempo, se han iniciado acciones que afectan a empresas u organismos estatales, como la Empresa de los Ferrocarriles del Estado (EFE) y la Dirección General de Aguas (DGA, dependiente del Ministerio de Obras Públicas).

## Organización
La FNE posee actualmente alrededor de 100 funcionarios, que desempeñan sus funciones en cinco divisiones: Antimonopolios, Estudios de Mercado, Fusiones, Litigios y Administración. A estos grupos se suman la unidad Anti Carteles y el Departamento de Relaciones Institucionales. Todos realizan su trabajo de forma interdependiente, bajo la supervisión y coordinación del Fiscal Nacional Económico y el Subfiscal Nacional. 
Los profesionales de la Fiscalía son expertos en materia de competencia, particularmente en los campos de derecho y economía, y habitualmente reciben entrenamiento de pregrado en las mejores escuelas de Chile y de posgrados en centros universitarios del extranjero.

### Fiscal nacional
La dirección del servicio corresponde al Fiscal Nacional Económico, quien desde 2010 es nombrado por el presidente de la República mediante el proceso de selección del sistema de Alta Dirección Pública. Desde su cargo, el Fiscal ejerce tanto la jefatura superior como la representación judicial y extrajudicial de la FNE.
El Fiscal Nacional Económico es autónomo y sólo puede ser destituido por negligencia manifiesta en el ejercicio de sus funciones, si así lo dispone el presidente de la República a requerimiento del Ministro de Economía, con el informe favorable del pleno de la Corte Suprema.
El actual Fiscal Nacional Económico de Chile es el abogado de la Universidad de Chile y Máster en Derecho de la Universidad de Yale, Felipe Irarrázabal Philippi, quien ocupa este cargo desde 2010 por nombramiento del gobierno del Presidente Sebastián Piñera, y ha sido ratificado por el gobierno de la presidenta Michelle Bachelet por un nuevo período de cuatro años.
Los fiscales nacionales han sido:
- Waldo Ortúzar Latapiat (1963-1990)
- Gilberto Villablanca Collado (1990-1994)
- Rodrigo Asenjo Zegers (1994-2000)
- Francisco Fernández Fredes (2000-2001)
- Pedro Mattar Porcile (2001-2006)
- Enrique Vergara Vial (2006-2010)
- Felipe Irarrázabal Philippi (2010-2018)
- Ricardo Riesco Eyzaguirre (2018-2022)
- Jorge Grunberg Pilowsky (2023 a la actualidad)

## Funciones
La FNE busca proteger el funcionamiento eficiente de los mercados de bienes y servicios. Para estos efectos, investiga todo hecho, acto o convención que impida, restrinja o entorpezca la libre competencia, o tienda a producir dichos efectos. Entre las conductas que combate la FNE, se cuentan las prácticas colusorias y los abusos de posición monopólica. Además, analiza las concentraciones que afecten o puedan afectar el funcionamiento eficiente de los mercados y el bienestar del consumidor.
De acuerdo al resultado de sus investigaciones, cuando lo estime procedente, la FNE puede solicitar al Tribunal de Defensa de la Libre Competencia (TDLC) que, en el ejercicio de sus atribuciones, adopte las medidas o sanciones que procedan para castigar, evitar o reparar los efectos anticompetitivos de las conductas o hechos investigados. La FNE, en consecuencia, actúa como servicio especializado en la instrucción de investigaciones de atentados a la libre competencia y el TDLC es el órgano jurisdiccional encargado de resolver las contiendas que se susciten.
El trabajo de la FNE se traduce principalmente en cuatro tipo de presentaciones: Requerimientos, Consultas, Acuerdos Extrajudiciales y Conciliaciones. Además, hay muchos recursos que la Fiscalía dedica a investigaciones que concluyen sin una acción determinada ante el TDLC, pero que pueden implicar cambios de conductas por parte de las empresas investigadas. Asimismo, la FNE habilitó en su sitio web la opción de «denuncia electrónica», donde cualquier ciudadano luego de autenticarse con su Clave Única, puede ingresar una denuncia que atente contra el derecho a la libre competencia en Chile. El denunciante puede pedir la reserva de su identidad.

### Advocacy
La FNE lleva a cabo también diversas acciones tendientes a difundir los beneficios de la competencia con el objetivo de crear en el país una verdadera “cultura de competencia”. Para estos efectos, crea y difunde una serie de iniciativas destinadas a la comunidad en general y colabora con otros organismos gubernamentales.
Entre éstas, se cuentan la redacción de diversas guías que buscan dar a conocer al mercado el criterio que sigue la Fiscalía a la hora de analizar ciertas conductas o situaciones. La más reciente es la Guía para el Análisis de Restricciones Verticales, que se aboca al análisis de aquellos mecanismos que regulan las condiciones comerciales pactadas o impuestas entre empresas ubicadas en distintas fases de la cadena productiva.
Anteriormente, la FNE publicó los documentos Compras Públicas y Libre Competencia, Asociaciones Gremiales y Libre Competencia, Las Actividades Silvoagropecuarias y la Libre Competencia, Programa de Cumplimiento de la Normativa de Libre Competencia, Guía para el Análisis de Operaciones de Concentración Horizontal y Guía del Sector Público y Libre Competencia. Al mismo tiempo, la Fiscalía encarga estudios sobre la composición y situación de diversos mercados, con el fin de analizar posibles riesgos existentes en ellos. 
En el ámbito internacional, la FNE participa activamente en diversos foros relacionados con las políticas de la competencia, tales como el Comité Económico de la Organización para la Cooperación y el Desarrollo Económicos (OECD), la International Competition Network (ICN), las Naciones Unidas a través de su Conferencia sobre Comercio y Desarrollo (UNCTAD), y el Grupo de Políticas y Derecho de la Competencia (CPLG) del Comité Económico de la APEC.